# Santiago Ezquerro
Santiago Ezquerro (Calahorra, 1976. december 14. –) spanyol labdarúgó, csatár. Többek között a CA Osasuna és az FC Barcelona játékosa volt . Egyszeres spanyol válogatott.

## Karrier
Ezquerro az Osasunában nevelkedett, majd rövid ideig az Atlético Madrid és a Mallorca labdarúgója volt. Tehetséges csatárnak számított, 1998-ban egy Ciprus elleni mérkőzésen be is mutatkozhatott a spanyol válogatottban. Pályafutása legsikeresebb korszakát 1998. és 2005. között a Bilbaóban töltötte, 221 spanyol bajnoki mérkőzésen pályára lépve 46 gólt szerzett. 2005 nyarán a Barcelonába igazolt, s három évet töltött ott. A csapattal sok sikert elért, de ő maga nagyon keveset játszott. 2008 júliusában 2+1 évre visszaigazolt az Osasunába.

## Sikerei, díjai
- Bajnokok Ligája-győztes: 2006
- Primera División-győztes: 2006
- Spanyol szuperkupa-győztes: 2005, 2006

## Külső hivatkozások
Ezquerro adatai angolul